# Luca Van Assche
Luca Van Assche (* 11. Mai 2004 in Woluwe-Saint-Lambert, Belgien) ist ein französischer Tennisspieler.

## Karriere
Van Assche war noch bis Ende 2022 auf der ITF Junior Tour spielberechtigt. Dort konnte er mit Rang 10 seine höchste Notierung in der Jugend-Rangliste erreichen. Sein größter Erfolg  bei einem Grand-Slam-Turnier war der Turniersieg bei den French Open 2021.
Seit Mitte 2021 tritt Van Assche lediglich bei den Profis an. Neben einigen Turnieren auf der ITF Future Tour konnte er durch Wildcards auch bei einigen französischen Challengers an den Start gehen. In Cassis zog er erstmals in ein Viertelfinale auf dieser Ebene ein; wenig später in Brest wiederholte er diesen Erfolg. Parallel spielte er zwei Future-Finals, von denen er 2022 eines zum ersten Titel gewann; im Doppel gelang ihm selbiges. Mit seinem dritten Challenger-Viertelfinale in Cherbourg stieg er auf sein Karrierehoch von Platz 385 in der Weltrangliste. Im Doppel kam er an der Seite von Sascha Gueymard Wayenburg in Montpellier durch eine Wildcard zu seinem Debüt auf der ATP Tour. Die Paarung schaffte den Sieg in der ersten Runde über Denys Moltschanow und David Vega Hernández und verlor anschließend gegen die Setzlistenersten Pierre-Hugues Herbert und Nicolas Mahut. Im Doppel stieg er so auf Platz 615.

## Erfolge
| Legende (Anzahl der Siege) |
| Grand Slam                 |
| ATP Finals                 |
| ATP Tour Masters 1000      |
| ATP Tour 500               |
| ATP Tour 250               |
| ATP Challenger Tour (3)    |

### Einzel

#### Turniersiege
| Nr. | Datum            | Turnier | Belag         | Finalgegner          | Ergebnis        |
| --- | ---------------- | ------- | ------------- | -------------------- | --------------- |
| 1.  | 4. Dezember 2022 | Maia    | Sand (i)      | Maximilian Neuchrist | 3:6, 6:4, 6:0   |
| 2.  | 5. März 2023     | Pau     | Hartplatz (i) | Ugo Humbert          | 7:65, 4:6, 7:66 |
| 3.  | 2. April 2023    | Sanremo | Sand          | Juan Pablo Varillas  | 6:1, 6:3        |

## Abschneiden bei Grand-Slam-Turnieren

### Herreneinzel
| Turnier         | 2021 | 2022 | 2023 | 2024 | 2025 | Karriere |
| --------------- | ---- | ---- | ---- | ---- | ---- | -------- |
| Australian Open | —    | —    | 1    | 3    | —    | 3        |
| French Open     | Q1   | Q1   | 2    | 1    | Q3   | 2        |
| Wimbledon       | —    | —    | 1    | 1    | Q2   | 1        |
| US Open         | —    | —    | 1    | Q2   |      | 1        |

Zeichenerklärung: S = Turniersieg; F, HF, VF, AF = Einzug ins Finale / Halbfinale / Viertelfinale / Achtelfinale; 1, 2, 3 = Ausscheiden in der 1. / 2. / 3. Hauptrunde; Q1, Q2, Q3 = Ausscheiden in der 1. / 2. / 3. Qualifikationsrunde; nicht ausgetragen

### Herrendoppel
| Turnier         | 2022 | 2023 | Karriere |
| --------------- | ---- | ---- | -------- |
| Australian Open | —    | —    | —        |
| French Open     | 1    | 1    | 1        |
| Wimbledon       | —    | 2    | 2        |
| US Open         | —    | 1    | 1        |

### Junioreneinzel
| Turnier         | 2020 | 2021 | Karriere |
| --------------- | ---- | ---- | -------- |
| Australian Open | —    |      | —        |
| French Open     | 1    | S    | S        |
| Wimbledon       |      | 1    | 1        |
| US Open         |      | —    | —        |

### Juniorendoppel
| Turnier         | 2020 | 2021 | Karriere |
| --------------- | ---- | ---- | -------- |
| Australian Open | —    |      | —        |
| French Open     | AF   | 1    | AF       |
| Wimbledon       |      | 1    | 1        |
| US Open         |      | —    | —        |